# Titisee (stacja kolejowa)
Titisee (niem.: Bahnhof Titisee) – stacja kolejowa w Titisee-Neustadt, w kraju związkowym Badenia-Wirtembergia, w Niemczech. Według DB Station&Service ma kategorię 5. Znajduje się w dzielnicy Titisee, na linii Freiburg – Donaueschingen oraz ma tutaj swój początek linia Titisee – Seebrugg.

## Linie kolejowe
- Linia Freiburg – Donaueschingen
- Linia Titisee – Seebrugg

## Połączenia
| Rodzaj pociągu | Trasa                                                                            | Takt                      | jednostka                                                   |
| -------------- | -------------------------------------------------------------------------------- | ------------------------- | ----------------------------------------------------------- |
| RB             | Freiburg (Breisgau) – Kirchzarten – Himmelreich – Titisee – Neustadt (Schwarzw)  | godzinny                  | BR 143 + wagony piętrowe, częściowo także w weekendy BR 146 |
| RB             | Freiburg (Breisgau) – Kirchzarten – Himmelreich – Titisee – Seebrugg             | godzinny                  | BR 143 + wagony piętrowe                                    |
| RE             | Titisee – Neustadt – Löffingen – Donaueschingen – Villingen – Rottweil           | Poranny pociąg w weekendy | BR 611                                                      |
| DPE            | Titisee – Feldberg-Bärental – Altglashütten-Falkau – Aha – Schluchsee – Seebrugg | pociągi sezonowe          |                                                             |